# Concertino (composición)
Un concertino es un concierto corto en forma más libre.  Normalmente toma la forma de una composición musical de un movimiento para instrumento solo y orquesta, aunque algunos concertinos están escritos en varios movimientos tocados sin pausa. 

## Concertinos
- Teófilo Álvarez: 
  - Concertino para piano y orquesta (1970)
  - Concertino para guitarra y orquesta (1981)
- Blas Emilio Atehortúa: Concertino para violín, orquesta de cuerdas, arpa, celesta y timbales, Op. 166. (1990)
- Salvador Bacarisse: Concertino para guitarra y orquesta en la menor
- Luciano Berio: Concertino, para solo clarinete, solo violín, arpa, celesta y cuerdas
- Cécile Chaminade: Concertino para flauta y orquesta en re mayor
- Ferdinand David: Concertino para trombón y fagot
- Hossein Dehlavi: Concertino para santur y orquesta
- Lorenzo Ferrero: 
  - Three Baroque Buildings, concertino para fagot, trompeta y cuerdas (1997)
  - Rastrelli in Saint Petersburg, concertino para oboe y orquesta de cuerdas (2000)
  - Two Cathedrals in the South, concertino para trompeta y orquesta de cuerdas (2001)
  - Guarini, the Master, concertino para violín y cuerdas (2004)
- Jean Françaix: Concertino para piano (1932)
- Leoš Janáček: Concertino para piano, dos violines, viola, clarinete, trompa y fagot (1925)
- Miguel Bernal Jiménez: Concertino para órgano y orquesta (1949)
- Leopold Hofmann: 
  - Concertino para clavecín en do mayor
  - Concertino para violín, viola y cello en do mayor
  - Concertino para 2 flautas in re mayor
- Julius Klengel: Concertino para cello en do mayor
- Salvador Ley: Concertino para piano y orquesta (1952)
- Bohuslav Martinů: Concertino para violoncelle, vents, percussions y piano
- Rubén Montiel Vivero: Concertino para violoncello y orquesta
- Toshiro Mayuzumi: Concertino para xilófono y orquesta (1965)
- Luis de Pablo: Concertino, para piano solista a 4 manos, cuerda y timbales
- Walter Piston: Concertino para piano y orquesta de cámara (1937)
- Francis Poulenc: Concertino para piano a 4 manos (1931)
- Serguéi Prokófiev: Cello Concertino
- Albert Roussel: Concertino para violonchelo y orquesta op. 57
- Guido Santórsola: Concertino para guitarra y orquesta (1943)
- Manuel Seco de Arpe: Concertino para piano, arpa, glockenspiel y cuerdas
- Roger Sessions: Concertino para orquesta de cámara
- Richard Strauss: Concertino para clarinete y fagot (1947)
- Ígor Stravinski: Concertino para cuarteto de cuerdas
- Carlos Suriñach: Concertino para piano y orquesta de cuerda (1956)
- Giuseppe Tartini: Concertino para clarinete y piano
- Héctor Tosar: Concertino, para piano y orquesta (1941)
- Carl Maria von Weber: 
  - Concertino, en mi bemol mayor, op. 26
  - Concertino para trompa y orquesta
- Narciso Yepes: Concertino para guitarra y orquesta en la menor